# Ворси
Ворси (пол. Worsy) — село в Польщі, у гміні Дрелів Більського повіту Люблінського воєводства. Населення — 387 осіб (2011).

## Історія
У часи входження до складу Російської імперії належало до Радинського повіту Сідлецької губернії.
За даними етнографічної експедиції 1869—1870 років під керівництвом Павла Чубинського, у селі та на фільварку Ворси здебільшого проживали греко-католики, усе населення розмовляло українською мовою.
У 1917—1918 роках у селі діяла українська школа, заснована 30 жовтня 1917 року, у якій навчалося 25 учнів, учитель — Т. Яременко.
У 1921 році село входило до складу гміни Шустка Радинського повіту Люблінського воєводства Польської Республіки.
У 1975—1998 роках село належало до Білопідляського воєводства.

## Населення
Станом на 10 вересня 1921 року в селі налічувалося 83 будинки та 374 мешканці, з них:
- 165 чоловіків та 209 жінок;
- 230 православних, 141 римо-католик, 3 християни (інших конфесій);
- 214 українців, 160 поляків.

Демографічна структура станом на 31 березня 2011 року:
|          | Загалом | Допрацездатний вік | Працездатний вік | Постпрацездатний вік |
| -------- | ------- | ------------------ | ---------------- | -------------------- |
| Чоловіки | 190     | 54                 | 116              | 20                   |
| Жінки    | 197     | 53                 | 86               | 58                   |
| Разом    | 387     | 107                | 202              | 78                   |